# Godington
Godington is een civil parish in het bestuurlijke gebied Cherwell, in het Engelse graafschap Oxfordshire met 40 inwoners.